# Baza znanja
Baza znanja se veže za umjetnu inteligenciju i ekspertne sustave. Predstavlja jedan od tri ključna dijela ekspertnog sustava. Baza znanja sadrži znanje, koje je predstavljeno u obliku nestrukturiranog skupa činjenica i pravila.